# Nyctipolus
Nyctipolus – rodzaj ptaków z podrodziny lelków (Caprimulginae) w rodzinie lelkowatych (Caprimulgidae).

## Zasięg występowania
Rodzaj obejmuje gatunki występujące w Ameryce Południowej (Kolumbia, Wenezuela, Gujana, Surinam, Gujana Francuska, Brazylia, Ekwador, Peru i Boliwia).

## Morfologia
Długość ciała 16–21,5 cm; masa ciała samców 32–42 g, samic 32–50 g.

## Systematyka

### Etymologia
Nyctipolus: gr. νυκτιπολος nuktipolos „nocny włóczęga”, od νυξ nux, νυκτος nuktos „noc”; πολεω poleō „nawiedzać”.

### Podział systematyczny
Takson wyodrębniony z Caprimulgus. Do rodzaju należą następujące gatunki:
- Nyctipolus nigrescens (Cabanis, 1849) – lelkowiec żałobny
- Nyctipolus hirundinaceus (von Spix, 1825) – lelkowiec brazylijski